# Fernando Zuppo
Carlos Fernando Zuppo Franco (Garça, 1 de março de 1942), é advogado e um ex-deputado estadual e federal por São Paulo.

## Origem e formação
Filho de Fernando Botelho Franco e de Agueda Zuppo Franco, mudaram-se do interior de São Paulo, Pompeia ,  para o município de Osasco -Cidade de Deus. (SP). Em 1960, iniciou a sua trajetória profissional como bancário (cargo de praticante) no Banco Bradesco, profissão que exerceria até 1973 quando deixou o Bradesco 
, no cargo de Gerente, no mesmo ano em que concluiu o curso de Direito na Faculdade de Direito de Osasco, atual, Centro Universitário Fieo - UNIFIEO.

## Vida pública
Em 1971 filiou-se à Aliança Renovadora Nacional (Arena), partido político favorável à Ditadura Civil-Militar instalada no país em abril de 1964. Ao longo da década de 1970, exerceu diversos cargos públicos em Osasco, entre os quais os de presidente da Companhia de Água e Esgotos (1974-1975), presidente da Fundação Instituto Tecnológico de Osasco (FITO) e presidente da Pró-Osasco, entidade de planejamento ligada à prefeitura do município (1975-1976).
Em novembro de 1978, conquistou uma vaga na Assembléia Legislativa do Estado de São Paulo. Com a extinção do bipartidarismo em novembro de 1979 e a consequente reformulação partidária, filiou-se ao Partido Democrático Social (PDS), partido sucessor da Arena, mas em 1981 transferiu-se para o Partido Trabalhista Brasileiro (PTB), legenda pela qual encerrou seu mandato de deputado estadual em janeiro de 1983. 
Retornando ao PDS em 1986, entre 1988 e 1994 foi secretário de Obras Públicas da Prefeitura de Osasco. Nesse período, em 1992, abandonou mais uma vez o PDS e ingressou novamente no PTB.
Filiado desde 1994 ao Partido Democrático Trabalhista (PDT), candidatou-se a uma vaga na Câmara Federal nas eleições de outubro. Durante a campanha eleitoral, contou com o apoio de Francisco Rossi, seu primo-irmão, ex-prefeito de Osasco e candidato do PDT ao governo de São Paulo. Com um total de 48.139 votos, elegeu-se deputado federal por São Paulo, assumindo o mandato em fevereiro de 1995 passando a integrar, nesse mesmo ano, a executiva municipal do PDT de Osasco e a comissão diretora provisória regional do PDT., vindo a ser seu presidente regional
Em março de 1996 passou a presidir a Comissão de Desenvolvimento Urbano e Interior, vindo a ocupar no mesmo ano o cargo de vice-presidente da Comissão de Educação Cultura e Desporto da Câmara dos Deputados. Pertenceu também, como membro titular e suplente, a diversas comissões especiais.
Contando novamente com o apoio de Francisco Rossi, candidato à prefeitura de São Paulo, em outubro de 1996 disputou a prefeitura de Osasco pelo PTB mas com um total de 36.559 votos obteve a segunda colocação.
Reelegeu-se como deputado federal por São Paulo em outubro de 1998 com um total de 44.528 votos. Iniciou seu novo mandato em fevereiro de 1999 e foi vice-líder do PDT até 2000. Em 2001, deixou essa legenda e filiou-se ao Partido Social Democrata Cristão (PSDC), tornando-se líder do partido na Câmara. Em 2002 deixou o PSDC e em outubro não disputou a reeleição. Deixou a Câmara em janeiro de 2003.
Em 2009, foi chefe de gabinete da Secretaria de Assistência e Desenvolvimento Social do Estado de São Paulo.
Foi ainda secretário de Governo da Prefeitura de Itapevi (SP) e secretário de gabinete da Prefeitura de Itu (SP). Foi gerente executivo da Associação das Prefeituras de Cidades Estância do Estado de São Paulo, deixando o cargo em 2017 após 8 anos seguidos de trabalho (Aprece-SP).
Atualmente é vice presidente e corregedor da Junta Comercial do Estado de São Paulo.